# Харис
Харис (грч. Χαρις) је личност из грчке митологије.

## Етимологија
Ово име означава милост или љубазност.

## Митологија
Била је једна од Харита, према Нону, Паусанији и у Хомеровој „Илијади“. Описана је као најумилнија од свих харита и према најстаријем предању о Хефесту, била је супруга тог бога. Неки извори указују да је Харис друго име харите Аглаје. Наиме, Хомер је у „Илијади“ поменуо само њено име од свих харита и назвао је Хефестовом супругом. Према Хесиоду, Харис је заправо Аглаја, најмлађа харита. Са друге стране, у „Одисеји“ је Хефестова супруга Афродита, што наводи на закључак да ако та два божанства нису иста личност, онда макар постоји повезаност између њих.

## Биологија
Латинско име ових личности (Charis) је назив за род лептира.

## Астрономија
је назив једног од астероида главног астероидног појаса.